# Nora-Jane Noone
Nora Jane Noone (n. 8 martie 1984, Galway, Irlanda) este o actriță irlandeză. Ea devine cunoscută prin rolul lui Bernadette jucat în filmul "The Magdalene Sisters" (Surorile Magdalena) apărut în premieră în 2002.

## Date biografice
Noone deja din copilărie era intersată de actorie. Ca și școlăriță avea o colecție de fotografii cu actori și cântăreți. Succesul ei deosebit a fost rolul jucat în filmul "The Magdalene Sisters". În 2003 pentru acest rol i se va acorda premiul "British Independent Film Award".

## Filmografie
| Anul | Titlu                   | Rol                   | Note (în engleză)          |
| ---- | ----------------------- | --------------------- | -------------------------- |
| 2002 | The Magdalene Sisters   | Bernadette            |                            |
| 2004 | Ella Enchanted          | Fairy No. 1           |                            |
| 2004 | News for the Church     | Girl                  |                            |
| 2004 | The Listener            | Woman                 |                            |
| 2004 | Walking at Ringsend     | Nora Barnacle         | Recorded for BBC Radio 4   |
| 2005 | The Descent             | Holly                 |                            |
| 2005 | Coronation Street       | Louise Hazel          |                            |
| 2005 | Holby City              | Daryl O'Connor        | Episode: Bird on a Wire    |
| 2006 | Afterlife (TV series)   | Tessa                 | Episode: Roadside Bouquets |
| 2007 | Speed Dating            | Juliet Van Der Bexton |                            |
| 2008 | Johnny Oneline          | Tina                  |                            |
| 2008 | Beyond the Rave         | Jen                   |                            |
| 2008 | Doomsday                | Read                  |                            |
| 2008 | Insatiable              | Ellie                 |                            |
| 2009 | Legend of the Bog       | Saiorse Reilly        |                            |
| 2009 | The Descent Part 2      | Holly                 | flashback scenes           |
| 2009 | Savage                  | Michelle              |                            |
| 2009 | The Day of the Triffids | Lucy                  |                            |